# Sirens (sèrie de televisió)
Sirens és una minisèrie de comèdia negra estatunidenca creada per Molly Smith Metzler, basada en la seva obra de teatre Elemeno Pea del 2011. La història es desenvolupa al llarg d'un cap de setmana en una luxosa finca de platja. La sèrie es descriu com una «exploració incisiva, seductora i foscament divertida de les dones, el poder i la classe». Es va estrenar el 22 de maig de 2025 i va rebre crítiques generalment positives. Es va subtitular al català.
El febrer de 2024, Netflix va encarregar la sèrie amb Molly Smith Metzler com a guionista, productora creadora i productora executiva. Dani Gorin, Tom Ackerley i Margot Robbie són productors executius sota la marca LuckyChap.
El juliol de 2024, Variety va informar que Julianne Moore, Meghann Fahy i Milly Alcock serien les protagonistes. Es va anunciar que Nicole Kassell dirigiria els dos primers episodis i que en seria la productora executiva. Aquell mateix mes es van anunciar onze noves incorporacions d'intèrprets, incloent-hi Kevin Bacon i Glenn Howerton en els papers principals.
En data 9 de juliol de 2024, la producció estava en marxa a Nova York.